# Некрасово (сельское поселение Киверичи)
Некрасово — деревня в Рамешковском районе Тверской области. Входит в состав сельского поселения Киверичи.

## География
Находится в 9 км восточнее с. Киверичи, в 49 км от Рамешек, 109 км от Твери, вблизи ручья Велья (правый приток р. Дрезны).

## История
Впервые упоминается в 1678 г. как пустошь Носилово принадлежавшая думному дворянину Степану Богдановичу Ловчикову. В 1924 г. деревня Носилово была переименована в Некрасово, в честь русского писателя Н. Н. Некрасова.

## Население
| 1989 | 2002 | 2008 | 2010 |
| ---- | ---- | ---- | ---- |
| 58   | ↘28  | ↗29  | ↗35  |